# 쉬프옵티크
쉬프옵티크(에콜 쉬페리외르 옵티크 , "SupOptique")는 광물리학 및 응용광학 분야 프랑스의 선도 고등교육 연구기관으로, 파리테크 연합 및 파리-사클레 대학을 구성하는 그랑제콜 중 하나이다. 광학이론과 응용연구 및 프랑스의 광학 산업을 위한 과학자 및 엔지니어 교육을 목적으로 1917년에 설립되었다.